# 堀秀政
堀秀政（1553年—1590年6月28日）是日本戰國時代至安土桃山時代的武將和大名。父親是堀秀重。通稱久太郎。

## 生平

### 信長的側近

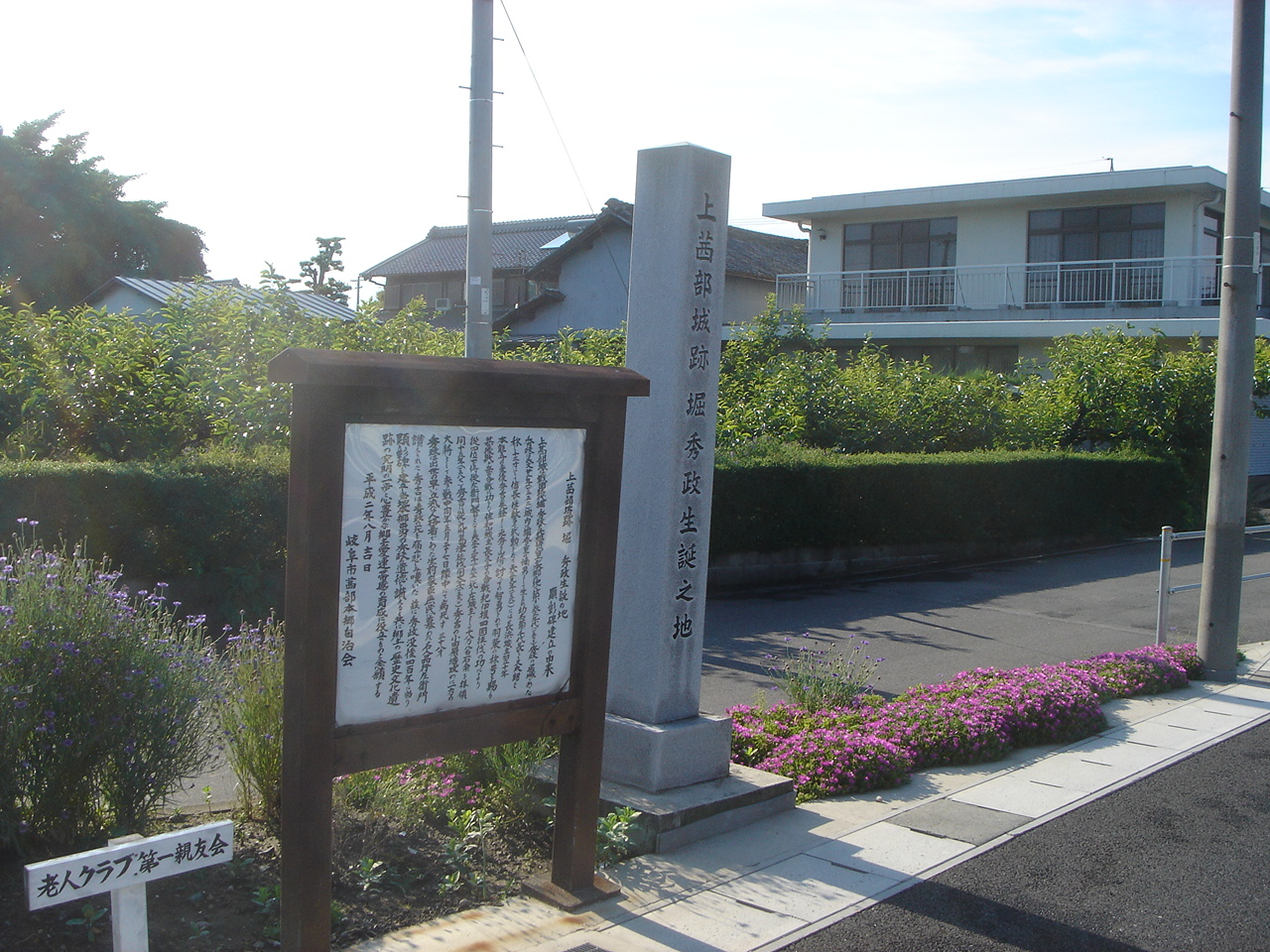
上茜部城跡堀秀政生誕之地碑（岐阜縣岐阜市茜部本鄉）

在天文22年（1553年）於美濃國出生，家中長男。幼時由成為一向宗僧人的伯父堀掃部太夫和從兄弟奥田直政（後來的堀直政）一同養育。幼名菊千代。
最初仕於大津長昌，接著仕於木下秀吉，在永祿8年（1565年）成為織田信長的小姓和側近。16歳時擔任將軍足利義昭暫住的本圀寺的普請奉行等，負責各種奉行職，確立了側近的地位。信長的側近除了秀政以外，還有菅屋長賴、福富秀勝、大津長昌、矢部家定、長谷川秀一、萬見重元等人。
秀政漸漸從奉行職轉移到戰場上有活躍的表現。参加織田軍主要的合戰，在天正3年（1575年）參與討伐越前的一向一揆。在天正5年（1577年）的紀州征伐離開信長的本陣，與佐久間信盛和羽柴秀吉等人一同率領一支部隊。在翌年的有岡城之戰中與萬見、菅屋等人率領鐵砲隊。在天正7年（1579年）的安土宗論時與菅屋、長谷川等人擔任奉行。在翌年（1580年）與菅屋、長谷川等人擔任傳教士屋敷的造營奉行。同年，在信長向蜂須賀正勝送出的書狀中發出副狀。
在天正9年（1581年）的第二次天正伊賀之亂中在信樂口率領部隊。在同年被賜予近江國坂田郡2萬5千石。在天正10年（1582年）的甲州征伐中跟隨信長進入甲信，因為織田信忠已經消滅了武田氏而沒有参加戰鬥。本能寺之變前，明智光秀被奪向接待德川家康的役職後，與丹羽長秀一同負責，在這次接待後，被編制到備中的秀吉之下。

### 山崎之戰
天正10年（1582年），信長在本能寺之變後死去，秀政作為秀吉的軍監並留在備中國。此後成為秀吉的家臣，在山崎之戰中参戰。與中川清秀、高山右近等人擔任先陣。
明智光秀受到柴田勝全的幫助逃離山崎後，秀政把援助光秀的從兄弟明智秀滿迫入坂本城。對敗北有所覺悟的秀滿把先祖代代相傳的家寶讓給秀政的家老直政後，在城中放火自殺。

### 北之庄攻略戰
清洲會議後，秀政取代丹羽長秀拜領近江佐和山城並成為三法師藏入領的代官和守役。
在天正10年（1582年）10月20日送出的書狀中使用羽柴姓，被認為是在秀吉一族以外最初被賜予羽柴氏（名字）的人（49號 村川浩平 1996年）。天正11年（1583年）4月，秀吉進攻越前北之庄的柴田勝家。家康向秀吉送出的書狀中寫著褒揚秀政軍功的字句。
戰後敘任從五位下左衛門督，被賞賜近江佐和山9萬石（亦有史料指佐和山是在清洲會議中被賞賜的）。因為從兄弟六右衛門是一向宗蓮照寺住職的關係，於是亦負責與本願寺方交渉。

### 小牧長久手之戰
在天正12年（1584年）的小牧長久手之戰中，己方遭到德川方大敗，但是秀政把自軍分為3個部隊，伏擊正在追擊的大須賀康高和榊原康政等人，進行挾撃並令其敗走，與家康本隊沒有戰鬥並退卻。
天正13年（1585年），秀吉成為關白，秀政敘任從四位下侍從兼左衛門督。在同年的紀州征伐（千石堀城之戰、第二次太田城之戰）和四國平定戰中因為軍功而被賜予丹羽長秀的遺領越前國北之庄18萬石，並獲得加賀小松的村上義明、加賀大聖寺的的溝口秀勝為與力。在天正14年（1586年）與長谷川秀一一同被允許昇殿。在秀政於各地轉戰期間，佐和山城由父親秀重和弟弟多賀秀種以城代身份在城內進行統治（『新修彦根市史 第1卷(通史編 古代・中世)』彦根市史編集委員會 2007年1月）。

### 九州征伐、小田原征伐
在天正15年（1587年）的九州征伐中亦有参陣。被任命為先鋒部隊。在天正16年（1588年）被下賜豐臣姓。
在天正18年（1590年）的小田原征伐中参戰，被任命為左備的大將（『寬政重修諸家譜』）。進攻箱根口並攻陷山中城。攻到小田原早川口，把本陣佈在海藏寺。不過在5月下旬患病，在陣中死去。享年38歲。戒名是高嶽道哲東樹院釋道哲。被葬在神奈川縣小田原市的海藏寺，只有髷被帶回領內，墓所在福井縣北之庄（福井市）居館附近的長慶寺。後來堀家被轉封之後，被改葬到新潟縣上越市春日山城的林泉寺。
在福井縣福井市的長慶寺有一個位牌和墓所，會在毎年5月27日進行供養祭。

## 人物・逸話
- 被稱為「名人左衛門佐」（『武家事紀』、『名將言行錄』）、「名人太郎」（『常山紀談』），這是因為對下人亦相當有仁愛（『常山紀談』），以及對天下中勢很有影響力（『名將言行錄』）。

- 在山崎之戰時，為了奪取天王山，第一陣的堀尾吉晴首先上山，之後在秀政上山時，因為家臣堀七郎兵衛進諫「如果山上的己方戰敗的話，我等亦必定會一同潰敗吧。請改變上山的路徑」（山上の味方がもし敗れたら、必ずや共崩れとなりましょう。道を替えてお登り下さい）而改道上山，果然堀尾勢崩壞，秀政在他的側面攻入，用鳥銃把敵將松田政近討取（『名將言行錄』）。堀七郎兵衛被推測是從兄弟堀直政的哥哥利宗（或道利），利宗最初仕於足利義輝，在義輝死後仕於織田信長。

- 小牧長久手之戰時，德川軍成功襲擊羽柴秀次的本隊，位於前方的秀政隊除了聽到零星的槍砲聲，與田中吉政單騎前來傳達的「後方有戰鬥發生，馬上支援吧」（後ろで戦があるから急ぎ備えを詰めよ）的消息外對戰況一無所悉。但秀政確敏銳地指出「此人(吉政)是旗本的小姓頭。不該是那種一般派年輕小輩擔任傳令既可的場合親自前來的人」（その方は旗本の小姓頭だ。そのような使いは単使か若者の務めるべきことで、自ら来る場ではない）、「烏統的聲音沒有持續，想來我軍已敗」（鳥銃に続いて音がしないのは、味方の敗軍に違いない）而判斷出戰況，從而冷靜地指揮軍隊擊敗大須賀、榊原等隊後成功保全軍隊撤退（『名將言行錄』）。

- 在九州征伐時，近臣山下甚五兵衛突然對自己有殺意，在秀政背後拔刀便斬，秀政立即轉身反擊並斬殺山下，此時在山下後面的直政亦斬中山下的背後。秀政向直政說「是我先斬中」（自分が先だった）。明明這件事發生得這樣突然，卻能馬上說出這種話，令人震驚（『名将言行録』）。

- 有一次，聽到奉行的從者與持著貨物的人爭論貨物的輕重，秀政自身把貨物背上並試著行走，並判斷「我比起那個人有更強壯有力，但是背著走一里路都會感到疲倦。說太輕的人多拿些吧」（自分はあの者より力が勝っているが、一里ばかり背負ったら疲れるだろう。持てないというものもっともだ）（『常山紀談』）。

- 有一次，在行軍時旗持手因為落後而被責備，於是秀政親自把旗背上嘗試並說「是我的馬夠強壯吧」（さては自分の馬の肝が良いせいだろう），於是把較弱的馬換走，旗持手再沒有落後（『常山紀談』）。

- 目前福井縣福井市的長慶寺收藏有秀政剃髮姿的肖像畫，相傳為秀政親筆畫的自畫像。

## 登場作品
影視劇
- 怎麼辦家康（2023年、NHK大河劇、演：小早川嘉人）

## 外部連結
- 『常山紀談』巻之十八「堀秀政を名人太郎といひし事 近代デジタルライブラリー （页面存档备份，存于）

- 『名将言行録』「堀秀政」 近代デジタルライブラリー （页面存档备份，存于）

- 『武家事紀』巻第十三 近代デジタルライブラリー （页面存档备份，存于）